# Asmate jahandiezi
Asmate jahandiezi är en fjärilsart som beskrevs av Charles Oberthür 1922. Asmate jahandiezi ingår i släktet Asmate och familjen mätare. Inga underarter finns listade i Catalogue of Life.